# Yoshida Takayuki
Takayuki Yoshida (sinh ngày 14 tháng 3 năm 1977) là một huấn luyện viên và cựu cầu thủ bóng đá người Nhật Bản, hiện đang là huấn luyện viên trưởng của câu lạc bộ J1 League Vissel Kobe.

## Sự nghiệp câu lạc bộ
Takayuki Yoshida đã từng chơi cho Yokohama Flügels, Yokohama F. Marinos, Oita Trinita và Vissel Kobe.